# Chiesa di Santa Maria presso San Celso
Santa Maria presso San Celso (nome ufficiale Santa Maria dei Miracoli presso San Celso) è un antico santuario di Milano, posto in corso Italia al civico 37; deve il suo nome a un evento miracoloso che si sarebbe verificato il 30 dicembre 1485.
È affiancato dall'antica chiesa di San Celso.
Basilica minore dal 1950, rappresenta un notevole esempio dell'Architettura rinascimentale a Milano; la sua facciata è un capolavoro del manierismo italiano.

## Storia e descrizione

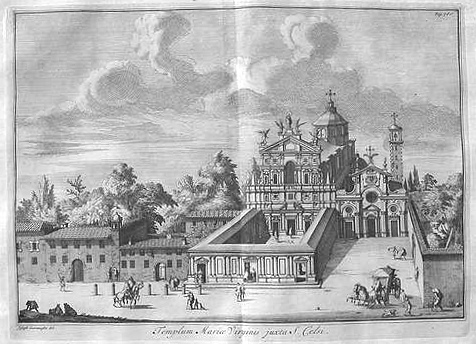
Veduta del complesso nel 1704.

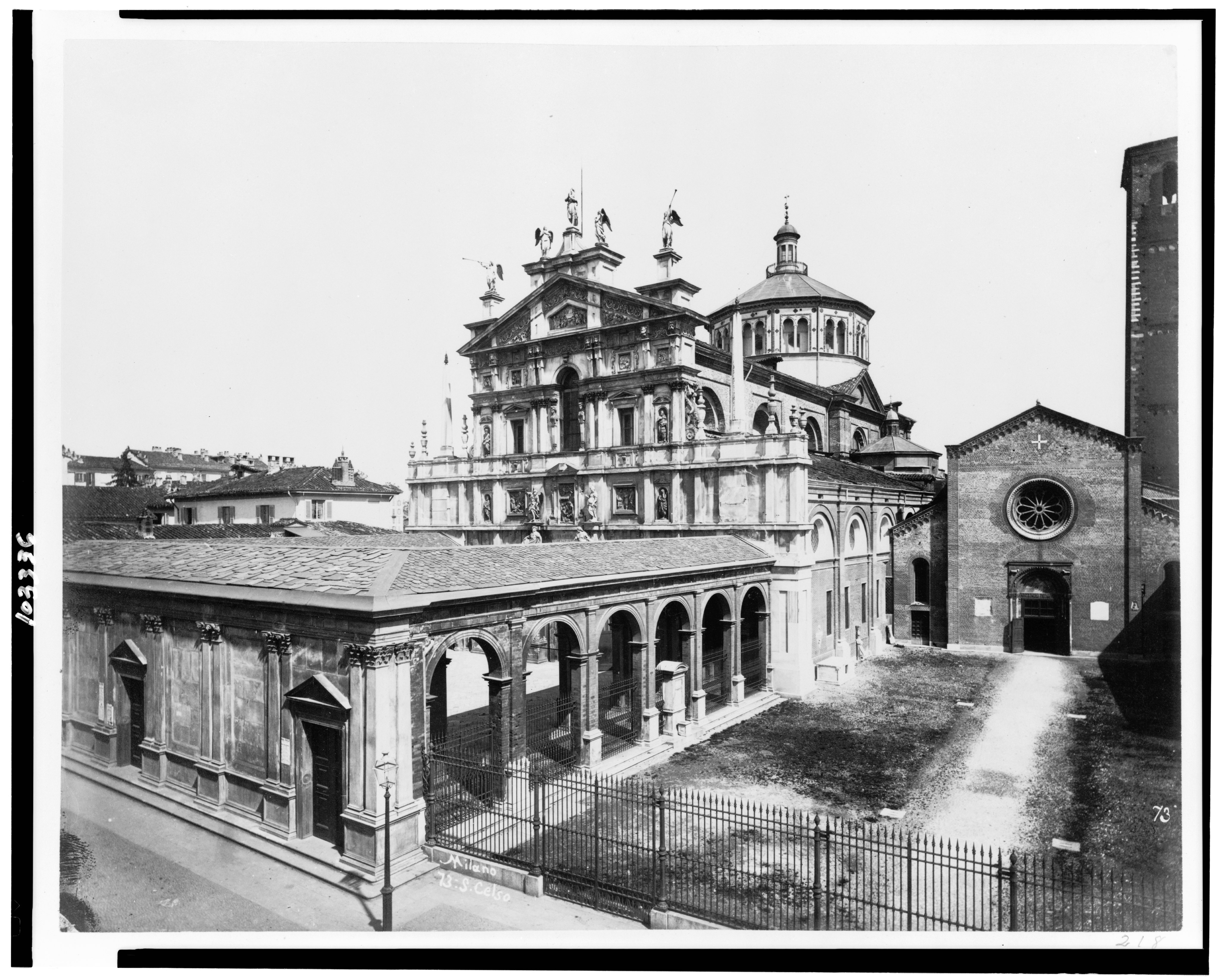
Il Quadriportico dall'esterno, foto d'epoca

Iniziata da Gian Giacomo Dolcebuono e da Giovanni Battagio nel 1493, in pieno Rinascimento, per accogliere un'icona miracolosa della Madonna, fu forse inizialmente prevista a pianta centrale, anche se nel proseguimento piuttosto rapido dei lavori, venne dotata di una navata e un atrio porticato antistante la facciata. La costruzione fu una delle prime architetture pienamente rinascimentali di Milano.

### La cupola
La prima parte a essere costruita fu infatti la cupola ottagonale, coperta all'esterno da un tiburio con un loggiato ad arcatelle, ornato da dodici statue in cotto di Agostino Fonduli secondo la tradizione architettonica lombarda. Nel 1494 venne richiesto a Giovanni Antonio Amadeo di fornire un modello, e nel 1498 lo stesso si incaricò di procurare colonne e capitelli per il tiburio.

### Navata e coro
Nel 1506 all'impianto originario venne aggiunto, sempre ad opera di Amadeo, un corpo longitudinale con una navata, coperta da una monumentale volta a botte cassettonata e cappelle laterali; al presbiterio fu anche aggiunto un coro poligonale a deambulatorio, sul modello del Duomo di Milano.

### Quadriportico
Nel primo XVI secolo, dopo un concorso vinto nel 1505 da Cristoforo Solari, fu aggiunto il classicheggiante quadriportico, costituito su tre lati dalla successione di semicolonne corinzie che inquadrano archi e sono sormontati da una trabeazione, secondo un modello ricavato dall'architettura romana, molto innovativo per l'epoca. 
Il prospetto esterno del portico, verso la strada, è stato variamente attribuito a Cesare Cesariano oppure a Cristoforo Lombardo (il Lombardino) o allo stesso Solari.

Panoramica del quadriportico

### Facciata
Il primo disegno, non realizzato, di Vincenzo Seregni fu ripreso da Galeazzo Alessi, che compose il progetto in stile manierista dell'imponente e ornatissima facciata. Venne realizzata, in marmo di Carrara, a partire dal 1572 da Martino Bassi. Le statue per le nicchie mediane e quelle distese sopra al portale si devono a Stoldo Lorenzi; quelle erette sopra il portale, quelle delle nicchie laterali e quelle del fastigio del timpano vennero eseguite da Annibale Fontana, come anche i bassorilievi con Storie evangeliche.

### Interno

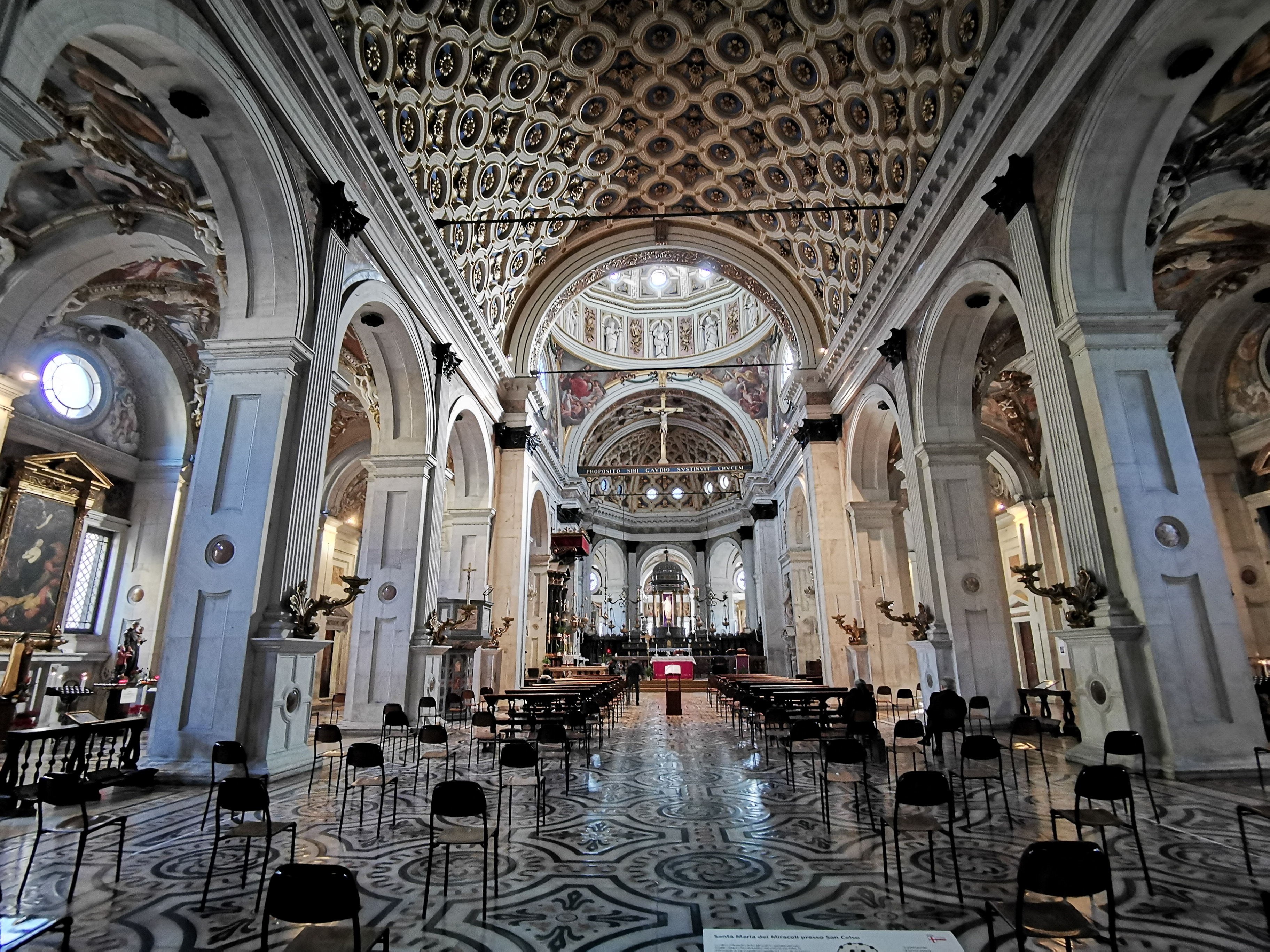
Veduta dell'interno.

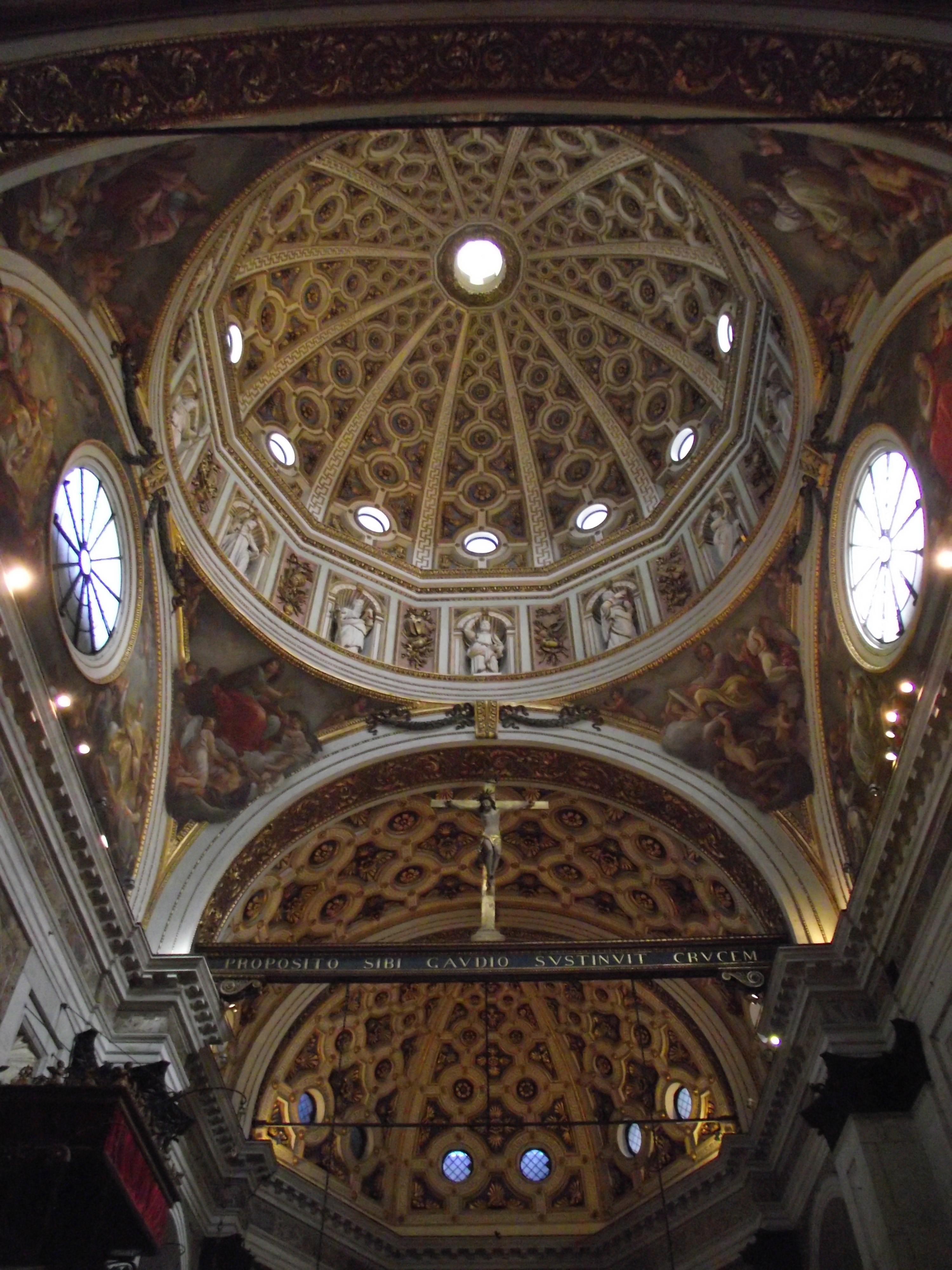
La volta del presbiterio e la cupola.

La decorazione pittorica fu realizzata in due fasi distinte: la prima, successiva al 1535, riflette le preferenze venete e manieristiche introdotte nel periodo della dominazione spagnola, mentre la successiva esibisce le tendenze controriformate espresse dal 1565 da Carlo Borromeo. 
Il primo momento testimonia un periodo di transizione sia politico che artistico: con la morte dell'ultimo degli Sforza, Francesco II (1535), il Ducato entra a far parte dei possedimenti spagnoli di Carlo V d'Asburgo mentre, dal punto di vista pittorico, le morti del Bramantino (1530) e di Bernardino Luini (1532) evidenziano l'esaurirsi della precedente stagione pittorica.
L'egemonia anche culturale esercitata dai nuovi dominatori impone l'aprirsi della città al gusto della pittura veneta e manieristica. La chiesa, che per un decreto ducale del 1491 godeva di grande autonomia rispetto al clero ed era retta da un Capitolo di diciotto nobili, divenne uno dei luoghi centrali per le nuove tendenze e per i rapporti tra dominatori spagnoli e aristocrazia locale, come mostrano le visite di Carlo V (1541) e Filippo II (1548) durante i loro soggiorni trionfali a Milano. 
Non sorprende quindi che il deambulatorio che corre intorno al presbiterio fosse decorato con una serie di tele di importanti artisti, tra i quali Gaudenzio Ferrari, che vi dipinse Il Battesimo di Cristo (1540-41), il bresciano Moretto con la sua Conversione di San Paolo (1540-45) e Callisto Piazza, autore del San Gerolamo (1542-44).

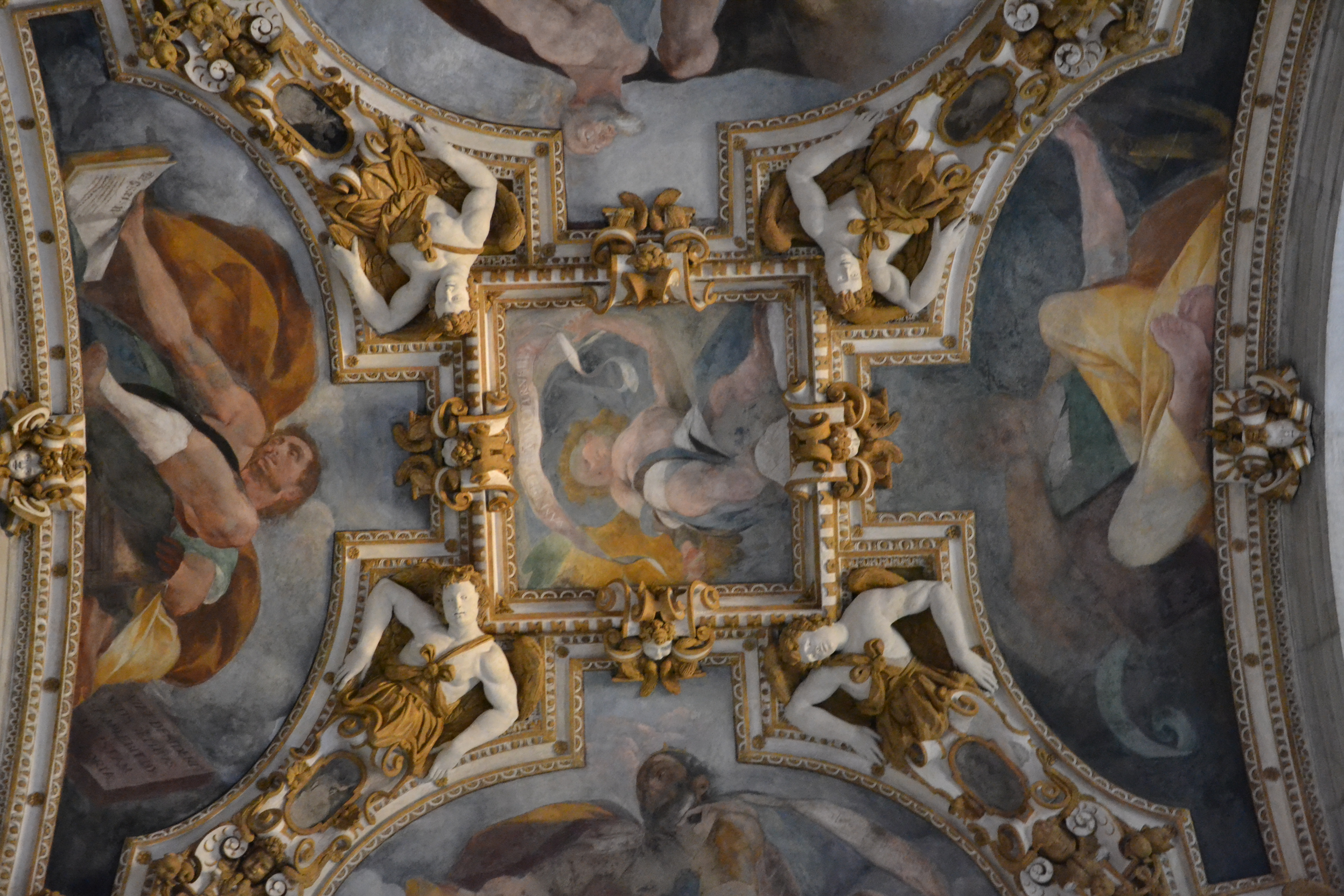
Gli affreschi delle volte Giovan Battista Crespi detto il Cerano.

Gli affreschi sotto la cupola della chiesa, coi quattro Dottori a fianco dei finestroni e i quattro Evangelisti nei pennacchi, sono opera di Andrea Appiani.
Vi si conservano inoltre numerosi affreschi e pale d'altare di artisti lombardi del Rinascimento e del Barocco: Giovan Battista Crespi detto il Cerano, Camillo e Giulio Cesare Procaccini, Carlo Francesco Nuvolone, Antonio Campi, Bergognone e Callisto Piazza. Da segnalare soprattutto Giovan Battista della Cerva e, all'altare del transetto destro, una bella pala di Paris Bordon. Il coro è decorato con stalli su disegno di vari artisti; il leggio ligneo è stato disegnato da Giuseppe Meda.
Nel transetto sinistro, all'interno di un altare disegnato da Martino Bassi, si conserva la veneratissima statua marmorea dell'Assunta di Annibale Fontana (1586), completata in seguito da due angioletti reggicorona di Giulio Cesare Procaccini.
In una teca posta all'ingresso sono esposti dei paramenti del cardinale Alfredo Ildefonso Schuster e il calco, fatto alla morte, del viso e della mano, effettuato dallo scultore don Marco Melzi dell'Istituto Beato Angelico di Milano.
L'antico affresco della Madonna miracolosa (celebre per i miracoli e per l'apparizione del 30 dicembre 1485), si trova ora sotto un altare alla sinistra del presbiterio ed è visibile solo durante alcune feste. Nella navata sinistra è invece collocato un affresco della Madonna con Bambino del XIV secolo, che nel 1620 fu visto lacrimare.
L'organo a canne venne costruito nel 1958 dalla ditta Balbiani-Vegezzi Bossi e si articola in tre corpi, quello maggiore sulla cantoria in controfacciata, entro la cassa dello strumento precedente ottocentesco, e gli altri dietro gli stalli del coro; la consolle dispone di due manuali e pedaliera, e i registri sono in totale 27, con trasmissione elettropneumatica.

## Il miracolo del 1485
Venerdì 30 dicembre 1485 si sarebbe verificato un evento miracoloso: di fronte a trecento persone circa, mentre celebrava la messa il presbitero G. Pietro Porro, da un'immagine della Madonna col Bambino coperta da una grata e da un velo, si vide la Vergine scostare con la mano sinistra il velo e mostrarsi viva e splendente ai presenti, "aprendo le braccia e giungendo più volte le mani".
Successivamente e con "rapidità incredibile" sparì la peste, che torturava Milano ormai da quattro anni e che aveva provocato la morte di oltre cinquantamila cittadini. I fatti miracolosi vennero sottoposti a regolare processo canonico presso la Curia, che il 1º aprile 1486 approvò la loro autenticità dopo aver ascoltato numerosi testimoni, le cui dichiarazioni giurate vennero messe in iscritto e conservate nell'archivio di San Celso. II miracolo portò una rifioritura di vita religiosa che impose la necessità di un ingrandimento della chiesa originale.

## Tradizione milanese
Da secoli è tradizione che le spose milanesi, subito dopo la celebrazione del matrimonio, portino un mazzo di fiori alla Madonna esposta in questa chiesa.

### Milano
- Chiesa di San Celso (Milano)
- Chiese di Milano
- Arte del secondo Cinquecento a Milano

### Architetti
- Giovanni Antonio Amadeo
- Gian Giacomo Dolcebuono
- Giovanni Battagio